# Klosterkirche Maria Stern (Augsburg)

Kirche und Kloster Maria Stern

Die Franziskanerinnenklosterkirche Maria Stern (auch Sternkirche) in Augsburg ist ein geschütztes Baudenkmal. Das von 1567 bis 1576 errichtete dreischiffige Gotteshaus mit spezieller Zwiebelturmformkonstruktion besitzt den ersten derartigen Zwiebelturm im süddeutschen Raum.

## Geschichte

Chor

1567 beauftragte die Äbtissin Anna Krölin den Baumeister Johannes Holl, den Vater von Elias Holl, mit dem Bau der heutigen dreischiffigen Klosterkirche. Bis 1574 war der Sohn von Johannes Holl, Jonas, am Dachreiter beschäftigt. Dabei fand erstmals in Augsburg eine Zwiebelkuppel Anwendung. Der Turmentwurf stammte möglicherweise ebenfalls von Elias Holl. Die Weihe unter dem Patrozinium der Hl. Anna und der Hl. Elisabeth erfolgte 1576 durch den Augsburger Weihbischof Michael Dornvogel. 1649 stifteten die Mönche das Barfüßerklosters einen Altar. 1685 wurde die Kirche um eine Kapelle und einen Nonnenchor erweitert.
1730 erfuhr der Innenraum eine Neugestaltung im Barockstil. Die Fresken schuf Johann Georg Bergmüller. Der Maria-Hilf-Altar wurde durch einen neuen Altar ersetzt. 1757 kam eine Vorhalle hinzu. Das Kloster wurde 1802 im Zuge der Säkularisation in Bayern aufgelöst und das Gotteshaus darauf für den Schlachtbetrieb zweckentfremdet. 1828 erfolgte die Neuweihe. In der Augsburger Bombennacht vom 25. auf den 26. Februar 1944 brannten die Kirche und das Kloster nahezu vollständig aus. In der Nachkriegszeit entschloss man sich zu einer weitgehenden Rekonstruktion. Der Stuck konnte originalgetreu wiederhergestellt werden.

## Ausstattung

Empore

Bis 1948 besaß die Kirche zwei Seitenaltäre. Der Hochaltar im Stil der Neorenaissance von 1886 befindet sich seit 1960 in der Kirche St. Michael in Thalhofen. Die teilweise neu interpretierten Deckenfresken führte bis 1960 Karl Manninger aus. Zur Ausstattung zählen ferner:
- spätgotisches Kruzifix, um 1575

Langhausfresken

- Hochaltarblatt, um 1730, von Johann Georg Bergmüller
- barocke Kanzel von Ehrgott Bernhard Bendel

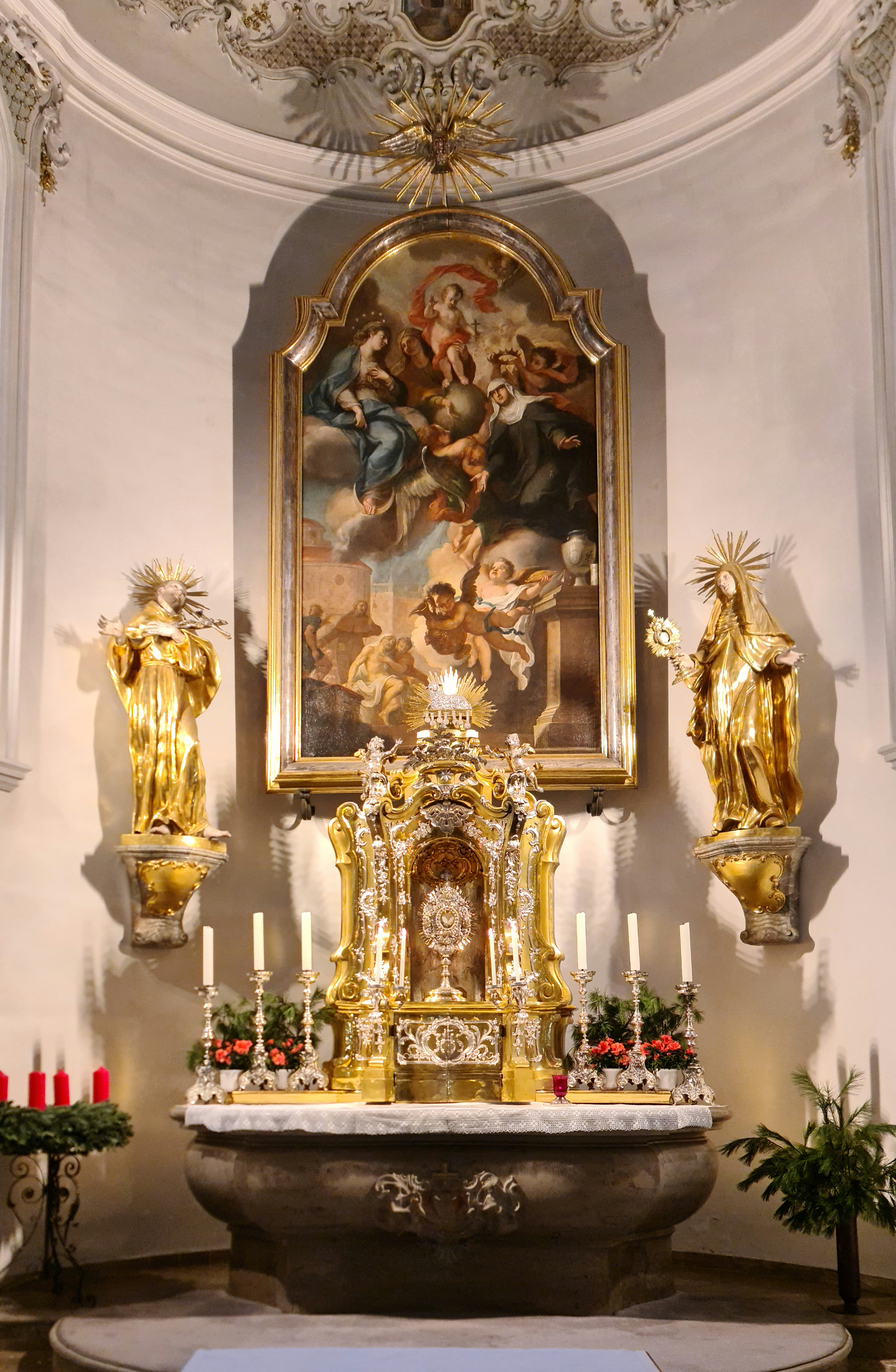
Hochaltar
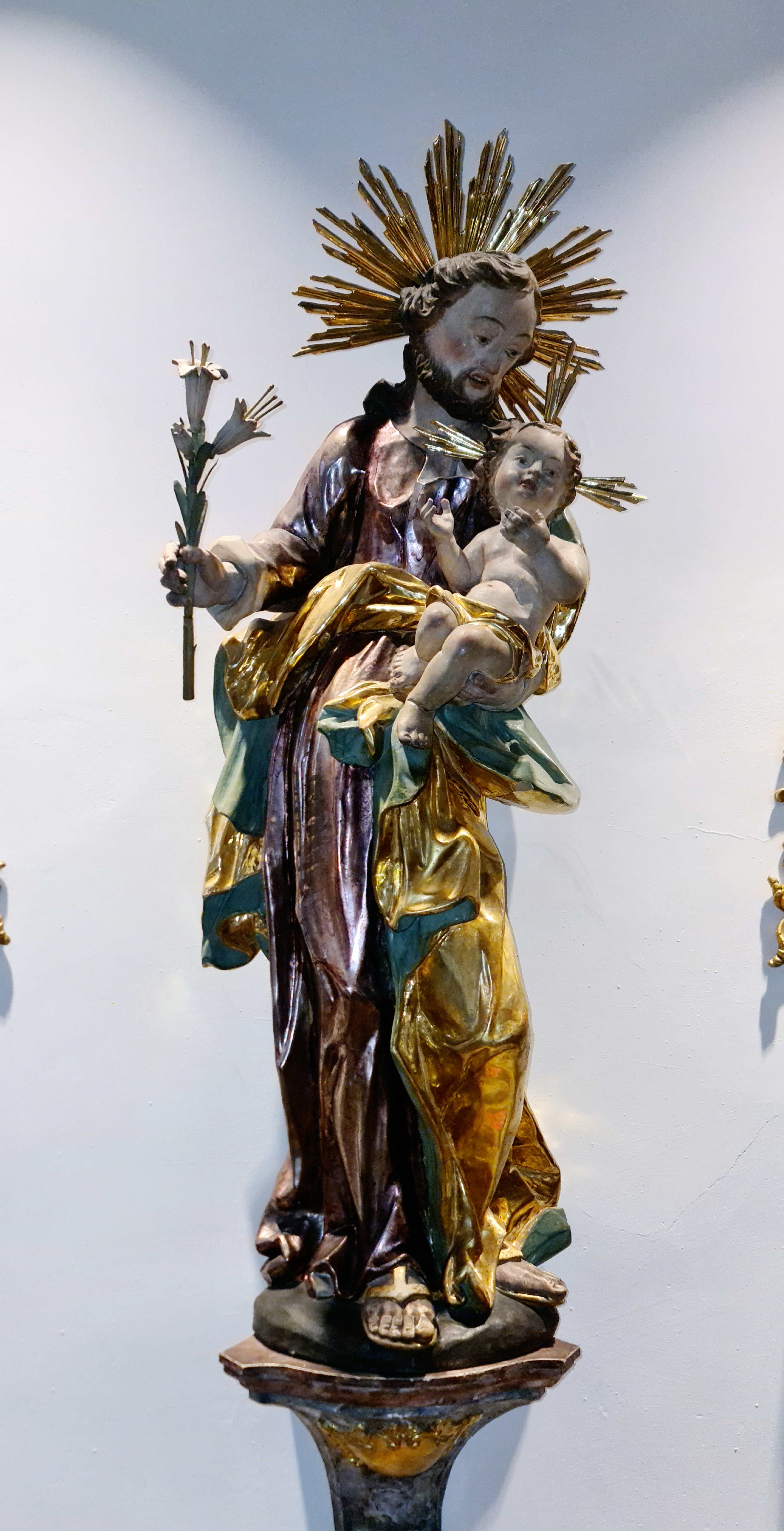
Hl. Josef
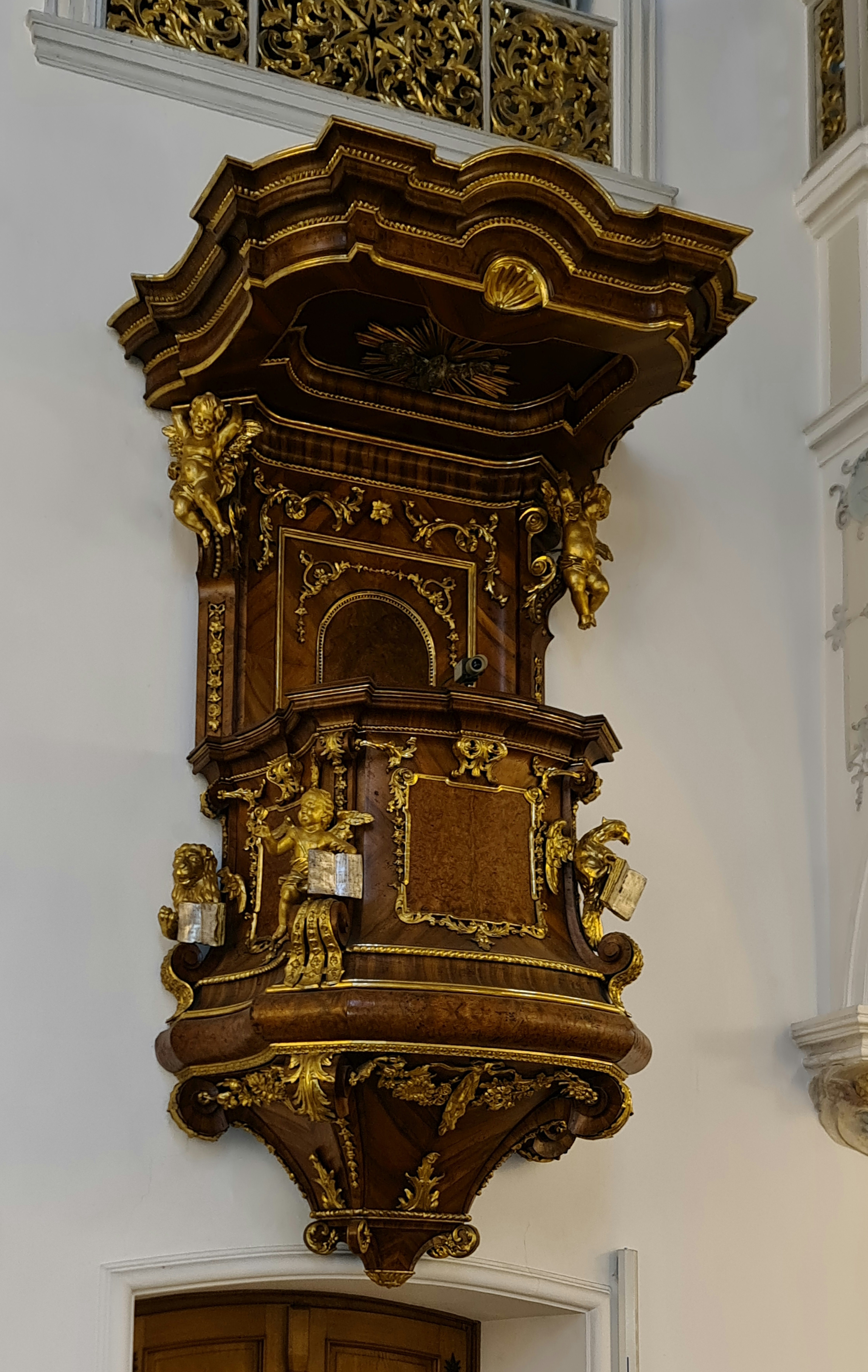
Kanzel
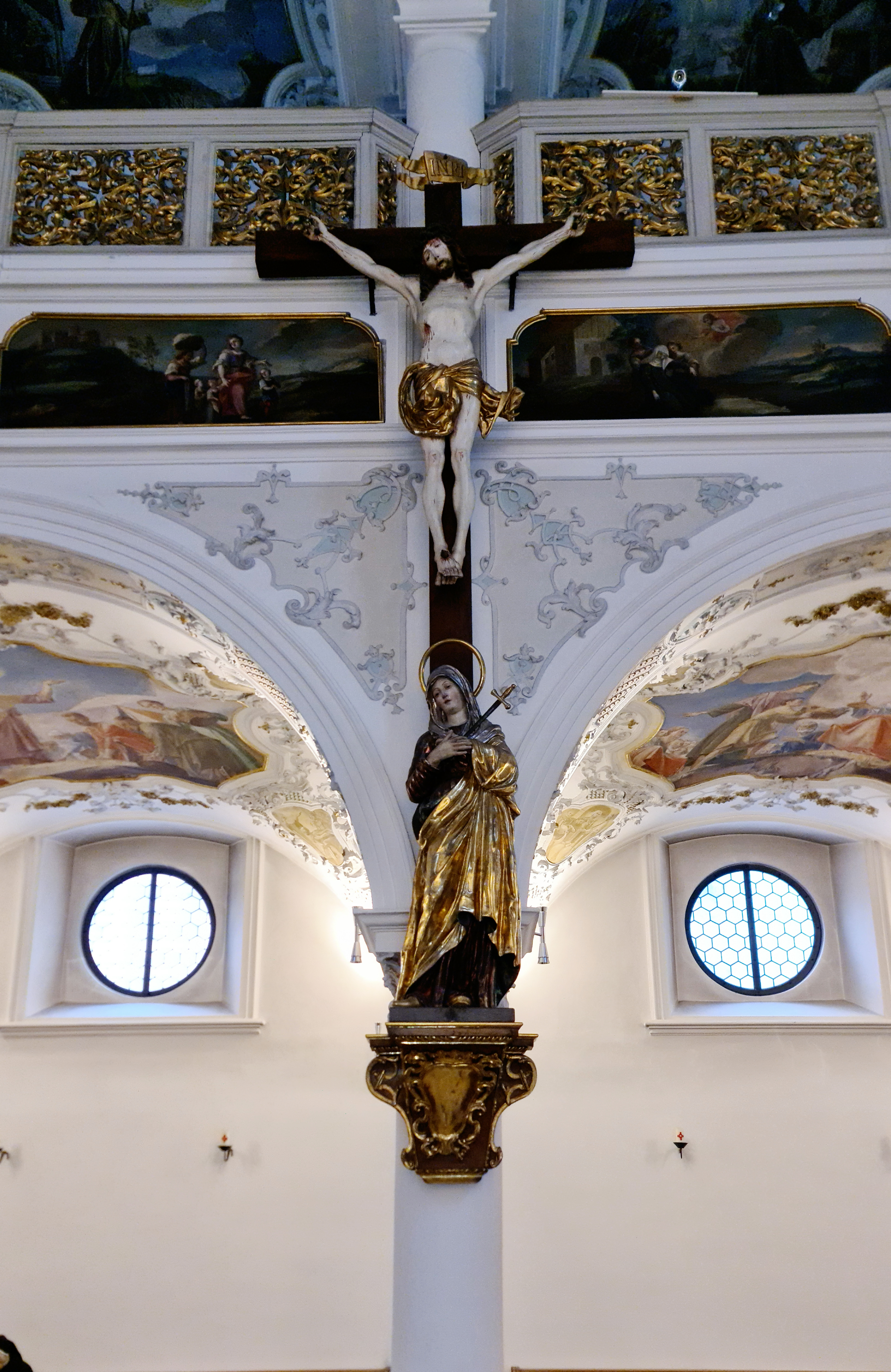
Kruzifix